# Schulsozialarbeit
Schulsozialarbeit ist professionell durchgeführte Soziale Arbeit in einer Schule und mit den Menschen, die dort lernen und arbeiten. Schulsozialarbeit ist eines der Qualitätsmerkmale moderner Schulen, erweitert ihre Handlungsmöglichkeiten und stimmt viele Maßnahmen von Jugendhilfe und Schule täglich aufeinander ab.

## Übersicht

### Anfänge
Die Wurzeln dieses Arbeitsfeldes liegen in den 1920er und 1930er Jahren, als engagierte Frauen in den USA freiwillig in Schulen mitarbeiteten, um Kinder aus benachteiligten Familien in ihrer Schullaufbahn zu unterstützen. Dieses Angebot beinhaltete die Versorgung mit Essen und die Betreuung bei Hausaufgaben und Spielen außerhalb des Unterrichts.
Als Beginn der heutigen professionellen Form der Schulsozialarbeit in der Bundesrepublik Deutschland lässt sich der Beginn der Gesamtschulbewegung Ende der 1960er Jahre nennen – von der Paukschule zur sozialpädagogischen Schule, lautete damals die Zielrichtung. Im Rahmen eines Modellprogramms wurde Schulsozialarbeit erstmals in den 1970er Jahren vom Bundesministerium für Bildung und Wissenschaft gefördert.

### Anlässe und Entwicklungen
In den 1980er Jahren gab es eine Zunahme an sozialpädagogisch relevanten Problemlagen und gesellschaftliche Entwicklungen, die sich auch auf das Verhalten der Heranwachsenden in den Schulen auswirkten. Die Wiedervereinigung und die Einführung des KJHG im Jahr 1990 führten zu einer Neuausrichtung der Zusammenarbeit von Jugendhilfe und Schule in Deutschland. Im 10. Kinder- und Jugendbericht der Bundesregierung wurde darauf hingewiesen, dass die historisch gewachsene Abkoppelung der pädagogischen Arbeitsfelder von Schule und Jugendhilfe den Anforderungen nicht mehr gerecht werde. Schule und Jugendhilfe müssten systematisch aufeinander verwiesen werden. In § 81 KJHG wurde daher ein Kooperationsgebot aufgenommen.
Das politische und gesellschaftliche Interesse an Schulsozialarbeit ist seitdem vorhanden, da sie die intensivste Form der Zusammenarbeit von Schule und Jugendhilfe darstellt. Viele unterschiedliche Formen der Zusammenarbeit, viele Projekte und Förderprogramme sind in den Bundesländern entstanden.
Viele Begriffe werden verwendet. Neben Schulsozialarbeit gibt es die Begriffe 'Schulbezogene Jugendsozialarbeit', Schuljugendarbeit, Schulsozialpädagogik oder auch 'Jugendarbeit und Schule'. Die Unterstützung von Zugewanderten und Geflüchteten ist seit 2015 ein weiteres Aufgabenfeld auch für Schulen und ihre Schulsozialarbeit. Was die verschiedenen Ansätze eint, sind die Ziele, Heranwachsenden die Chance auf einen Bildungsabschluss zu ermöglichen und sie vor Gefahren zu schützen.
Aus den Geldern des Bildungs- und Teilhabepaketes (BuT) wurden den Ländern von der Bundesregierung im Jahr 2013 für über 4 Mrd. € Stellen für sogenannte „Bildungs- und Teilhabe-Berater“ bereitgestellt. Nachdem diese Anschub-Förderung ausgelaufen war, wurden viele dieser Stellen von Kommunen und Ländern in feste Stellen für Schulsozialarbeit vor Ort übernommen und das Aufgabenspektrum auf Schulsozialarbeit erweitert.
Im Juni 2021 wurde das Aufgabenfeld Schulsozialarbeit in § 13a in das SGB VIII (KJHG) aufgenommen.

### Trägerschaft und Stellenzahl
Es existieren drei unterschiedliche Formen der Trägerschaft. Angestellt sind die Fachkräfte für Schulsozialarbeit heute bei den Bundesländern, den Kommunen oder bei anerkannten freien Trägern der Jugendhilfe – manchmal in Kooperationsprojekten verschiedener Art. Die Wissenschaft schätzt, dass an mehr als der Hälfte aller Schulen in Deutschland Fachkräfte für Schulsozialarbeit arbeiten. Dies sind etwa 2 bis 3 % aller Personen, die an Schulen in Deutschland arbeiten. Genaue Zahlen sind nicht ermittelbar, da bedingt durch die Vielzahl an Trägermodellen keine zentrale statistische Erfassung existiert.

### Rahmenbedingungen
Die Arbeitsgebiete und Angebote sind speziell auf die jeweilige Schule ausgelegt. So hat beispielsweise eine Grundschule andere Anforderungen an die Schulsozialarbeit als eine Gesamtschule. Jede Schule setzt unter Berücksichtigung ihrer Rahmenbedingungen eigene Schwerpunkte. Die Rahmenbedingungen beinhalten die Zusammenarbeit mit dem jeweiligen Träger, die finanzielle Ausstattung der Schulsozialarbeit durch die Kommune, den spezifischen Standort der Schule, die räumliche Möglichkeiten im Gebäude und soziokulturellen Hintergründe der Schüler.
Bis Mai 2021 wurde Schulsozialarbeit in Deutschland in vielen Konzepten über SGB VIII § 13 (Jugendsozialarbeit) legitimiert. In diesem Paragraphen ist die Förderung der schulischen und beruflichen Ausbildung, die Eingliederung in die Arbeitswelt und die soziale Integration als Anspruch junger Menschen beschrieben, die zum Ausgleich sozialer Benachteiligungen oder zur Überwindung individueller Beeinträchtigungen in erhöhtem Maß auf Unterstützung angewiesen sind. Auch § 11 Jugendarbeit und § 14 Erzieherischer Kinder- und Jugendschutz boten Ansatzpunkte für schulsozialarbeiterische Konzepte.
Im Juni 2021 wurde viele Modernisierungen und Präzisierungen im KJHG vorgenommen. Hierbei wurde auch mit § 13a erstmals der Begriff Schulsozialarbeit aufgenommen: „Schulsozialarbeit umfasst sozialpädagogische Angebote nach diesem Abschnitt, die jungen Menschen am Ort Schule zur Verfügung gestellt werden. Die Träger der Schulsozialarbeit arbeiten bei der Erfüllung ihrer Aufgaben mit den Schulen zusammen. Das Nähere über Inhalt und Umfang der Aufgaben der Schulsozialarbeit wird durch Landesrecht geregelt. Dabei kann durch Landesrecht auch bestimmt werden, dass Aufgaben der Schulsozialarbeit durch andere Stellen nach anderen Rechtsvorschriften erbracht werden.“
Dies bedeutet, dass die Zuständigkeit für die konkrete Umsetzung der Angebote bei den Bundesländern liegt und sie in der Vergabe der Trägerschaft frei handeln können. Bundeseinheitlich ist nun die Definition, dass es sich um sozialpädagogische Angebote nach den §§ 11 bis 15 des SGB VIII handelt, die am Ort Schule stattfinden.

### Tätigkeitsbereiche
Die Einfügung ins KJHG trägt der seit Jahren bewährten Praxis Rechnung. Schulsozialarbeit wird von den Fachkräften für Schulsozialarbeit als sozialpädagogisches Angebot an und für Schule betrachtet, das verschiedene Leistungen aus dem Spektrum von §§ 11–14 SGB VIII (Kinder- und Jugendarbeit, Jugendsozialarbeit, erzieherischer Kinder- und Jugendschutz) anbietet.
Die Fachkräfte haben Vorgesetzte und fachliche Anleitung bei dem öffentlichen oder dem freien Träger, bei dem sie angestellt sind. Die Adressaten der Schulsozialarbeit sind die Schülerschaft und die Eltern. Die Lehrkräfte sind Kooperationspartner. Mit ihnen gemeinsam wird das Schulprogramm entwickelt, in dem Schulsozialarbeit ein Angebot der Schule an die Familien ist.
Folgende Tätigkeitsbereiche gehören heute zum Aufgabenspektrum der Schulsozialarbeit:
- Beratung und Einzelfallhilfe
- Sozialpädagogische Gruppenarbeit
- Projekte und offene Angebote
- Vernetzung und Gemeinwesenarbeit
- Elternarbeit
- Präventionsarbeit
- Krisenintervention
- Begleitung im Übergang Schule-Beruf

Erkenntnisse der Wissenschaft verweisen darauf, dass erfolgreiche Schulsozialarbeit ermöglicht wird durch:
- personelle Kontinuität
- vollzeitbeschäftigte studierte sozialpädagogische Fachkräfte (BA, MA, Dipl.)
- eine gute Kooperation mit den Lehrkräften
- eine konzeptionelle Verankerung im Schulprogramm
- gute Rahmenbedingungen durch ein eigenes Büro mit EDV-Ausstattung und die Nutzung von Freizeit-, Gruppen- und Klassenräumen
- kontinuierliche Gruppenarbeit in Kleingruppen und Klassen
- zeitnahe Intervention bei Schuldistanz und kritischen Lebenssituationen
- leichte Erreichbarkeit für Eltern, Schüler und Lehrkräfte in der Schule während der Unterrichtszeit
- tragfähige Kooperationstrukturen mit Jugendämtern, Erziehungsberatungsstellen und Schulpsychologen im Schulumfeld
- erlebnispädagogische Projekte, die das Wir-Gefühl von Klassen und der Schulgemeinschaft steigern
- Angebote zu Themen wie Suchtprävention und -intervention, Gewaltprävention, Sexualpädagogik, Kommunikationstrainings, Berufsorientierung, Schulsanitätsdienst und Mediation
- Freizeitpädagogische Angebote am Nachmittag und offene Schülertreffs in den Mittagspausen

Diese Aufgaben können nicht gleichzeitig in jeder Schule angeboten werden. Vor jedem Schuljahr sollte eine neue Klärung zwischen der Schulleitung und der Schulsozialarbeit erfolgen, welche Schwerpunkte für das bevorstehende Schuljahr gesetzt werden. Den Rahmen bilden hierbei das Schulprogramm, die Kooperationsvereinbarungen zwischen dem Träger und der Schule, sowie die Erlasse zur Schulsozialarbeit.

### Herausforderungen und Nutzen
Bei erstmaliger Installierung von Schulsozialarbeit an einer Schule treten oft Schwierigkeiten auf, die in ihrer Intensität variieren. Zu Beginn ist die räumliche Unterbringung wichtig. Ein Büro mit moderner Ausstattung und einem Besprechungsbereich bilden die Basis für gute Schulsozialarbeit. Zu vermeiden ist, dass Schulsozialarbeiter Aufgaben der Lehrkräfte übernehmen müssen, wie zum Beispiel Hausaufgabenhilfe oder Vertretungsstunden, sodass sie ihre eigentlichen, vielseitigen Tätigkeiten nicht wahrnehmen können. Werden Schulsozialarbeiter erst eingestellt, wenn Probleme wie Gewalt bereits aufgetreten sind, dann besteht zu Beginn hoher Handlungsdruck, der die Erstellung einer Konzeption erst einmal verdrängt.
Werden Schulsozialarbeiter an mehreren Schulen eingesetzt oder arbeiten in Teilzeit, so fehlt Zeit für Vor- und Nachbereitung sowie intensives Kennenlernen der Kinder und ihrer Lebenswelt, weil bis dahin schon neue Themen aufgetreten sind. Das direkt vorliegende Problem ist zwar behoben, doch den Jugendlichen ist damit nicht geholfen, weil die Ursache für das Verhalten unentdeckt bleibt. Nachteilig wirkt sich aus, dass die Schüler wegen fehlender personellen Kontinuität (befristete Stellen) kein Vertrauen aufbauen können. Es entsteht keine Beziehung. Erst diese ermöglicht eine tiefer gehende Analyse der Schwierigkeiten und deren nachhaltige Bearbeitung.
Wenn Zuständigkeitsbereiche nicht deutlich sind, dann kann Kompetenzgerangel und Konkurrenz zwischen Lehrkräften und Sozialarbeitern entstehen. Sind Lehrkräfte, Schüler und Eltern nicht ausreichend informiert, welche Aufgaben die Sozialarbeiter übernehmen sollen, dann entstehen Missverständnisse und verhindern eine zielführende Zusammenarbeit.
Die Lösung für solche Schwierigkeiten liegt in der Erstellung eines transparenten Konzeptes. So können sowohl die Verwirrungen in der Zuständigkeit, als auch die Aufgabenverteilung zwischen allen Akteuren in der Schule geklärt werden.
Als positiv wird überall gesehen, dass das Angebot leicht erreichbar ist. Die Jugendlichen können in ihrer Schule direkt die Schulsozialarbeit aufsuchen. Die Scheu vor offiziellen Institutionen kann so umgangen werden. Schulsozialarbeit bewirkt in der Regel positive Veränderungen in der Kommunikation in der Schule. Die Schüler sind nicht mehr nur Lernende, sondern Personen, deren Bedürfnisse und soziale Themen auch Gehör finden können, weil jemand Zeit dafür hat. Auch die Schule als Institution kann profitieren, wenn sie diese Expertise in ihre Konzepte aufnehmen möchte.

## Aktuelle Entwicklungen
Die Sensibilisierung der Öffentlichkeit für die Schwierigkeiten von Heranwachsenden und die Pluralisierung der Lebenslagen hat das Interesse an der Schulsozialarbeit belebt. Schulsozialarbeit ist als intensivste Form der Kooperation von Jugendhilfe und Schule zu einem festen Bestandteil moderner Jugendhilfe geworden.

### Deutschland
Neben der Etablierung von Schulsozialarbeit in Gesamtschulen werden feste Stellen nun auch in allen anderen Schulformen eingerichtet. Ergänzend gibt es schulbezogene, sozialpädagogische Projekte mit verschiedenen Bezeichnungen, Definitionen, Trägerkonstellationen und inhaltlichen Schwerpunkt- und Zielsetzungen, die über befristete Finanzmittel, z. T. auch aus Fördermitteln der EU initiiert werden (sog. ESF-Mittel).
In § 13a SGB VIII ist Schulsozialarbeit seit Juni 2021 bundeseinheitlich benannt. Bundesweit gehen Fachleute von 15.000 bis 20.000 Fachkräften aus, die bundesweit im Aufgabengebiet Schulsozialarbeit oder in leicht differierenden Bezeichnungen tätig sind. Einheitliche Statistiken dazu werden nicht geführt und sind aufgrund der Trägervielfalt und der Dynamik der Veränderungen auch nur ungenau zu führen.
Eine bundesweite trägerübergreifende fachliche Zusammenarbeit haben viele Fachkräfte für Schulsozialarbeit seit dem Jahr 2017 über das Bundesnetzwerk Schulsozialarbeit etabliert. Hier arbeiten die Landesarbeitsgemeinschaften der Schulsozialarbeit zusammen. Eine Übersicht zum Stand der Schulsozialarbeit in allen Bundesländern bietet eine Veröffentlichung des Deutschen Bundestages aus dem Jahr 2017.

### Thüringen
In Thüringen wird Schulsozialarbeit („schulbezogene Jugendsozialarbeit“) an Regelschulen (Haupt- und Realschulzweig) angeboten. Die Erfahrungen zeigen, dass ein hoher Bedarf an professioneller sozialpädagogischer Unterstützung besteht.

### Sachsen
Erste Projekte der Schulsozialarbeit etablierten sich in Sachsen 1993 als neues Handlungsfeld der Kinder- und Jugendhilfe, vorrangig an „Brennpunktschulen“. 1995 war Sachsen mit der Gründung der Landesarbeitsgemeinschaft Schulsozialarbeit Vorreiter bei der Organisation und Vernetzung.
Im Jahr 2008 gab es in Sachsen 96 Projekte der Schulsozialarbeit an 59 Mittelschulen, 29 Förderschulen, 5 Grundschulen, zwei Berufsschulen und einem Gymnasium bei ca. 1.500 allgemein bildenden Schulen. Von 2011 bis 2014 wurden vom Land unter dem Titel „Chancengerechte Bildung“ zehn zusätzliche Projekte der Schulsozialarbeit gefördert. Zudem wird Schulsozialarbeit über kommunale Mittel finanziert. Parallel dazu existieren über ESF-Mittel geförderte Soziale Projekte an Schulen, die aber nicht als Schulsozialarbeit geführt werden.
Die Vielfalt von Trägerschaft und Förderung führt zu einem unübersichtlichen Feld, weshalb aktuelle und genaue Zahlen nicht verfügbar sind. Im Jahr 2015 wurde berichtet, dass durch das Auslaufen von EU-Förderprogrammen die Anzahl der Projekte von 224 auf 161 sinken wird.

### Nordrhein-Westfalen
In Nordrhein-Westfalen ist die Schulsozialarbeit seit den 1970er-Jahren sukzessive in Schulen eingeführt worden. Einen ersten Landes-Erlass gab es bereits in den 1980er Jahren. Das Leistungsspektrum der Schulsozialarbeit reicht heutzutage von Beratung und Einzelfallhilfe über die Gestaltung des Ganztags, die Netzwerkarbeit im Sozialraum, das soziale Lernen, die Übergangssicherung, die Präventionsarbeit, die Kooperation mit regionalen Bildungsträgern bis hin zu kultureller und medialer Arbeit. Eine Orientierung bietet der aktuell gültige Runderlass des Ministeriums für Schule und Weiterbildung aus dem Jahr 2008. Er ist eine Aktualisierung des Vorgänger-Erlasses aus dem Jahr 1991, der nur für die Gesamtschulen galt.
In NRW sind bundesweit die meisten Schulsozialarbeiter beschäftigt. Etwa 30 % aller Stellen, die bundesweit bekannt sind, entfallen auf NRW. Am etabliertesten ist Schulsozialarbeit in NRW in Gesamtschulen, dort hat jede mindestens eine feste Stelle für Schulsozialarbeit. Eine sozialpädagogische Betreuung war wegen der Heterogenität der Schülerinnen und Schüler die Voraussetzung für die Gründung von Gesamtschulen.
Seit 2003 nahm das Land NRW zusätzliche Stellen für Schulsozialarbeit an Hauptschulen in den Landeshaushalt auf. Seit 2008, ausgelöst durch die Aktualisierung des Erlasses, wird Schulsozialarbeit nun auch an Förderschulen, Realschulen und Gymnasien installiert. Die Schulkonferenzen der einzelnen Schulen haben gemäß BASS 21-13 Nr. 6 die Möglichkeit genutzt, Lehrerstellen (A12-Stellen) in Stellen für Schulsozialarbeit nach TVÖD SuE S 15 umzuwandeln. Ergänzend zum Angebot an Schulsozialarbeit fördert das Land NRW die Schulpsychologie. In den regionalen Schulberatungsstellen können die Schulen Unterstützung erhalten: Die Beratungsteams der Schulen und die Fachkräfte für Schulsozialarbeit können hier Supervision wahrnehmen.
Um das Zusammenwirken aller Anbieter und die Vielfalt der Trägerschaften effizienter zu nutzen und um dieses wirksame Unterstützungsangebot weiter zu professionalisieren, begannen Mitte der 2010er Jahre erste 'Kommunale Koordinationsstellen für Schulsozialarbeit' in NRW mit ihrer Arbeit. An der Hochschule Düsseldorf startete ein Forschungsprojekt zu dieser kommunalen Koordination.
Aktuell hat jede Kommune in NRW mindestens eine Teilzeitstelle mit sozialpädagogischem Fachpersonal besetzt, welches sich um die Verbesserung des regionalen Zusammenwirkens kümmert. In großen Kommunen sind dies z. T. auch mehrere Vollzeitstellen. Für die Vernetzungs- und Fortbildungs-Angebote für diese Fachkräfte wiederum sind die beiden Landschaftsverbände LWL und LVR zuständig.
Zusammengefasst ist die finanzielle Förderung der Schulsozialarbeit im Fördererlass BASS 11-02 Nr.45. Er gilt für die Stellen bei den Kommunen und den freien Trägern. Viele Fachkräfte der Schulsozialarbeit sind trägerübergreifend in der Landesarbeitsgemeinschaft Schulsozialarbeit NRW aktiv, um die Öffentlichkeit und die Politik über das Arbeitsfeld zu informieren.

### Mecklenburg-Vorpommern
Seit März 2007 besteht in Mecklenburg-Vorpommern eine vom Kirchenkreis Demmin eingerichtete Projektstelle für Schulsozial- und Jugendarbeit. Die Landesregierung Mecklenburg-Vorpommern unterzeichnete im November 2006 einen Kooperationsvertrag zwischen Schule und Kirche in der Region Altentreptow an der dort neu gegründeten Kooperativen Gesamtschule mit gymnasialer Oberstufe.

### Schleswig-Holstein
Seit 2009 ist die Schulsozialarbeit im Schleswig-Holsteinischen Schulgesetz verankert. Schulsozialarbeit hält seitdem an immer mehr Schulen Einzug. Standards für die Schulsozialarbeit an Beruflichen Schulen in Schleswig-Holstein hat der Fachkreis der BerufsschulsozialarbeiterInnen in Schleswig-Holstein entwickelt.

### Schweiz
In der Schweiz weist das Tätigkeitsfeld der Schulsozialarbeit enorme Zuwachsraten auf. Alleine im Kanton Zürich zählte man 2006 77 Vollpensen. Auf der Berechnungsgrundlage von durchschnittlich 750 Volksschüler (inklusive Kindergarten) pro eine 100 %-Stelle Schulsozialarbeit rechnet der Regierungsrat mit einem möglichen weiteren Ausbau auf 140 Vollzeitstellen. Aktuell wird von einer Anzahl von etwa 400 Schulsozialarbeitenden an über 1000 Schulen in der deutschsprachigen Schweiz ausgegangen (vgl. Baier 2008).
Mittlerweile hat die Fachgruppe Schulsozialarbeit des Berufsverbandes AvenirSocial erste Qualitätsrichtlinien und Rahmenempfehlungen für die Schulsozialarbeit erarbeitet und im Diskurs um Schulsozialarbeit sind bereits unterschiedliche konzeptionelle Ansätze auszumachen: Gschwind/Gabriel-Schärer/Hafen (2008) konzipieren Schulsozialarbeit als ein Instrument zur Früherkennung, Prävention und Behandlung und Baier (2007; 2008) versteht Schulsozialarbeit mit Bezug auf die UNO-Kinderrechtskonvention als ein Handlungsfeld, in dem es mit unterschiedlichen Handlungsmethoden darauf ankommt, Kinderrechte zu realisieren und außerunterrichtliche Bildungs- und Entwicklungsmöglichkeiten zu fördern. Eine zentrale Informationsplattform ist die Website schulsozialarbeit.ch.

### Österreich
Schulsozialarbeit in Österreich gibt es in größerem Umfang seit Beginn der 2000er Jahre. Eine intensive Auseinandersetzung mit fachlichen Qualitätsstandards findet seit 2010 statt, da gesellschaftlich ebenso wie in den Bildungslandschaften erkannt wurde, welches Potential professionelle Soziale Arbeit an Schulen einbringen kann. Grundlegende Erfahrungen aus den Entwicklungen der Schulsozialarbeit in Österreich finden im Auftrag von kommunalen Trägern und den österreichischen Bundesländern ihren Niederschlag in unterschiedlichen Organisationsformen: in privaten Trägervereinen der Kinder- und Jugendhilfe bzw. des Bundes, in der öffentlichen Kinder- und Jugendhilfe oder im privaten Schulsystem.
Vielfach wird Schulsozialarbeit noch immer als Hilfeinstrument bei akuten Anlassfällen, als Hoffnungsträger zur Herstellung von Funktionalität der Schüler oder als Auftragnehmer für schulstandortbezogene Dienstleistungen eingesetzt. Seitdem Schulsozialarbeit regional zunehmend implementiert wird, erfolgt jeweils vor Ort eine Positionierung als eigenständiges fachliches Angebot der Sozialen Arbeit an Schulen.
Anstelle einer anlassfallbezogene Feuerwehrfunktion bei Gewalt an Schulen oder dem Umgang mit Schulabsentismus bzw. Dropout-Prophylaxe soll ein differenziertes Angebot für alle Schüler zur Begleitung und zur Bewältigung der Herausforderungen ihrer Lebenswelten und Bildungsorte. Die Schüler rücken als Zielgruppe schulsozialarbeiterischen Handelns in den Mittelpunkt und alle anderen unmittelbaren – (Lehrer, Eltern) oder mittelbaren Schulakteur (Netzwerke eines Schulstandortes für die Problem- und Konfliktintervention) sind als Kooperationspartner zu sehen.
Eine zielführende Verankerung und (Weiter-)Entwicklung von Schulsozialarbeit in Österreich setzt auf unterschiedlichen Ebenen an: In der politischen Absicherung, der Pädagogenausbildung, der Schwerpunktsetzung im Studium der Sozialen Arbeit, der Finanzierung von evidenzbasierter Forschung und der fachlichen Präsentation von Schulsozialarbeit auf den webbasierten Auftritten von Bildungsministerium und Bildungsdirektionen.
Um den fachlichen Anspruch professioneller Fundierung und Positionierung österreichweit voranzutreiben, wurde 2013 die Arbeitsgemeinschaft AG Schulsozialarbeit unter der Trägerschaft der Österreichischen Gesellschaft für Soziale Arbeit (OGSA) gegründet. Die AG versteht sich als Vernetzungsplattform für Leitungspersonen von schulsozialarbeiterischen Trägerorganisationen, Schulsozialarbeitern aus dem Praxisfeld und fachspezifisch Lehrenden an Fachhochschulstudiengängen für Soziale Arbeit in Österreich.
Seither ist in diesem Gremium die Schärfung aktueller Themen und die Ausarbeitung von Stellungnahmen eine gemeinsame Schwerpunktsetzung zur fachlichen Weiterentwicklung. Der kontinuierliche Austausch mit den Arbeitsgremien zur Schulsozialarbeit im deutschsprachigen Bildungsraum (DGSA, SGSA) ist dafür förderlich. Als wesentliches Qualitätsmerkmal für dieses Arbeitsfeld feld der Sozialen Arbeit herrscht bei den nationalen Trägerorganisationen Konsens, dass die Angebote ausschließlich von Professionisten dieser Berufsgruppe (Absolventen einer Sozialakademie oder eines FH-Studiengangs Soziale Arbeit/Sozialarbeit) geleistet werden.
Zwischen 2010 und 2017 wurden vom Österreichischen Bildungsministerium Forschungsprojekte für die fachliche Entwicklung von Schulsozialarbeit in Auftrag gegeben. Damit liegen für Österreich wichtige Grundlagen für die Implementierung und Evaluierung, für fachliche Standards und zur Professionalisierung des Arbeitsfeldes vor (u. a. vgl. LBI 2013, FHCW/BMBWF 2017). Eine vollständige und übersichtliche Auflistung der Forschungsberichte steht allerdings aus, was den Zugang zur evidenzbasierten Weiterentwicklung erschwert. Parallel dazu wurde von der obersten Bildungsbehörde eine Webseite eingerichtet (www.schul-sozialarbeit.at), ein wichtiges Unterfangen für den fachlichen Austausch, das allerdings einer kontinuierlichen Weiterentwicklung bedürfte.
Einen wesentlichen Betrag für den Ausbau und die zunehmende Professionalisierung leisten seit ungefähr 10 Jahren die regionalen Trägerorganisationen in den Bundesländern. So wurden differenzierte Leistungsvereinbarungen mit den Schulen und schulführenden Gemeinden erarbeitet, Dokumentationssysteme und Evaluationsinstrumente zum Ausweisen des Leistungsprofils entwickelt, fachliche Standards auf dieses Arbeitsfeld hin differenziert und die Wirkungswahrnehmung in der Öffentlichkeit erhöht.
Der konzeptionelle Rahmen der österreichischen Schulsozialarbeit baut auf folgendem fachlichen Selbstverständnis auf:
- Soziale Arbeit versteht sich als Profession, die zur Erhöhung von Chancengerechtigkeit, sozialem Zusammenhalt und Gleichberechtigung beiträgt. Im Mittelpunkt schulsozialarbeiterischer Angebote stehen das Kindeswohl und die Kinderrechte (u. a. Recht auf Bildung, Partizipation, Nicht-Diskriminierung).
- Schulsozialarbeit ist ein unabhängiges und eigenständiges Handlungsfeld der Profession Soziale Arbeit und definiert ihr Selbstverständnis als „connecting link“ auf mehreren Ebenen: zu bestehenden Hilfs- und Unterstützungsangeboten inkl. Helfersystemen in der jeweiligen Bildungsregion/im Sozialraum, zu bewährten Angeboten und/oder sozialen Ressourcen im Schulsystem sowie Familiensystem, zu den Jugendlichen bzw. ihren „Jugendräumen“ wie jene der Peers oder der virtuellen Lebenswelt.
- Kinder und Jugendliche, die selbst mit der Schulsozialarbeit in Kontakt treten wollen, können dies eigenständig tun – ohne vorherige Abklärung oder Zuweisung durch Erwachsene.
- Schulsozialarbeit leistet Unterstützung in Krisensituationen und versteht sich dabei als generelle Entwicklungs- und Sozialisationshilfe zur Förderung aller Kinder und Jugendlichen. Sie ist jedoch weder ausschließlich als Kriseninstrument zu sehen noch für eine bestimmte soziale bzw. benachteiligte Gruppe einzusetzen, da damit eine unmittelbare Stigmatisierung der Nutzer erfolgen könnte.

Schulsozialarbeit in Österreich orientiert sich an folgenden Zielsetzungen:
- Förderung einer gelingenden möglichst ganzheitlichen Bewältigung sozialer und schulischer Herausforderungen durch präventive, früherkennende und intervenierende Angebote auch im Bereich Gesundheitsförderung, vor allem mittels konstruktiver Zusammenarbeit mit Lehrpersonen und Eltern / Erziehungsberechtigten sowie unter Einbezug des Sozialraums
- Stärkung der Teilhabemöglichkeiten (Partizipation) und Erhöhung der Chancengerechtigkeit von Kindern und Jugendlichen
- Anerkennung von Diversität und Abbau von Benachteiligungen
- Früherkennung sozialer Problemlagen durch den regelmäßigen Kontakt zu Schüler, Lehrer, Erziehungsberechtigten und anderen inner- und außerschulischen Personen
- Verbesserung des sozialen Klimas in der Schule als Lern- und Lebensort von Kindern und Jugendlichen durch die Stärkung des sozialen Miteinanders – auch im Sinne der Konfliktbewältigung
- Unterstützung der Kinder und Jugendlichen bei der Erschließung und Gestaltung von Bildungsräumen und -möglichkeiten und
- Unterstützung der Schule bei der Umsetzung eines erweiterten Bildungsauftrages u. a. in der Förderung von Autonomie und Mitbestimmung von Kindern und Jugendlichen.

Um eine nachhaltige Qualitätsentwicklung und -sicherung der Schulsozialarbeit in Österreich zu gewährleisten, stehen aktuell folgende Forderungen zur Diskussion:
- Regelmäßige (auch interdisziplinäre) Teambesprechungen am Schulstandort, Supervision, Evaluierung, standardisierte Weiterbildung, Vernetzung und Intervision mit Kollegen aus dem Berufsfeld
- Regionaler und überregionaler Austausch für Reflexion, Selbstevaluation und Verbreiterung der Expertise sowie Schärfung der fachlichen und ethischen Standards
- Eine aussagekräftige Dokumentation und transparente Evaluation zur kontinuierlichen Ergebnissicherung
- Die Finanzierung von Grundlagenforschung, welche über punktuelle Auftragsforschung hinausgeht
- Die Sicherstellung fachlicher Standards: Als Handlungsfeld der Sozialen Arbeit wird sie von qualifizierten Fachkräften der Sozialen Arbeit (BA/Mag.a (FH)/DSA) durchgeführt und baut auf fachlich adäquaten Rahmenbedingungen auf, was vor allem den Betreuungsschlüssel (350 Schüler auf 1 VZÄ), eigenes Büro, angemessene Infrastruktur betrifft.
- Orientierung an einem fachlichen Rahmenkonzept: Grundlage der standortspezifischen Arbeit bildet ein Rahmenkonzept professioneller Schulsozialarbeit, das auf spezifische Bedarfslagen jeweiliger Schulstandorte adaptiert wird.
- Definition des Arbeitsortes: Der Arbeitsort liegt direkt an der Schule. Darüber hinaus kann Schulsozialarbeit auch im sozialen Umfeld der Kinder und Jugendlichen, vor allem im jeweiligen Sozialraum, agieren, wodurch sie eine Schnittstellenfunktion zu den außerschulischen Lebenswelten einnimmt.

## Studium, Fort- und Weiterbildung
Üblicherweise haben Schulsozialarbeiter die Studiengänge Sozialarbeit/Sozialpädagogik an Fachhochschulen oder Erziehungswissenschaft an Universitäten studiert. Eine direkte Spezialisierung zur Schulsozialarbeit ist nur selten möglich, weil es nur einzelne Studiengänge an einzelnen Hochschulen gibt, die entsprechende Lehrangebote und Studiengänge bieten.
Dies wird zunehmend kritisiert, weil die derzeitige Ausbildung dem sehr hohen beruflichen Anforderungsprofil nicht gerecht wird. Vor diesem Hintergrund und der Einsicht, dass Schule und Jugendhilfe zunehmend zusammenarbeiten müssen, werden für Schulsozialarbeiter entsprechende Studienmöglichkeiten entwickelt. Hierbei sind v. a. Masterstudiengänge sinnvoll.
Studienmöglichkeiten (Auswahl):
- Hochschule Coburg (FH), Begleitstudium Frühpädagogik und Schulsozialarbeit, im Rahmen des BA-Studiums Soziale Arbeit, ab dem 5. Semester
- Universität Siegen, BA-Studiengang „Pädagogik: Entwicklung und Inklusion“
- Hochschule für angewandte Pädagogik, HSAP Berlin BA Studium Soziale Arbeit Schwerpunkt Ganztagsschule
- Technische Hochschule Regensburg, Bachelor-Studiengang „Soziale Arbeit – Soziale Dienste an Schulen“.

Es ist zu erwarten, dass die Universitäten und Fachhochschulen weitere Studiengänge entwickeln.
Neben den Studienmöglichkeiten gibt es mittlerweile auch eine große Zahl verschiedener Fort- und Weiterbildungen zur Schulsozialarbeit.